# 屈西 (卡尔瓦多斯省)
屈西（法語：Cussy，法語發音：[kysi] ⓘ）是法国卡尔瓦多斯省的一个市镇，属于巴约区。

## 地理
屈西（49°17'2"N, 0°45'45"W）面积2.34 平方千米，位于法国诺曼底大区卡爾瓦多斯省，该省份为法国西北部沿海省份，北濒大西洋英吉利海峡，东北与滨海塞纳省以海上边界相接，东临厄尔省，南至奧恩省，西与芒什省接壤。
与屈西接壤的市镇（或旧市镇、城区）包括：巴尔伯维尔、科坦、贝桑地区图尔、沃塞勒。

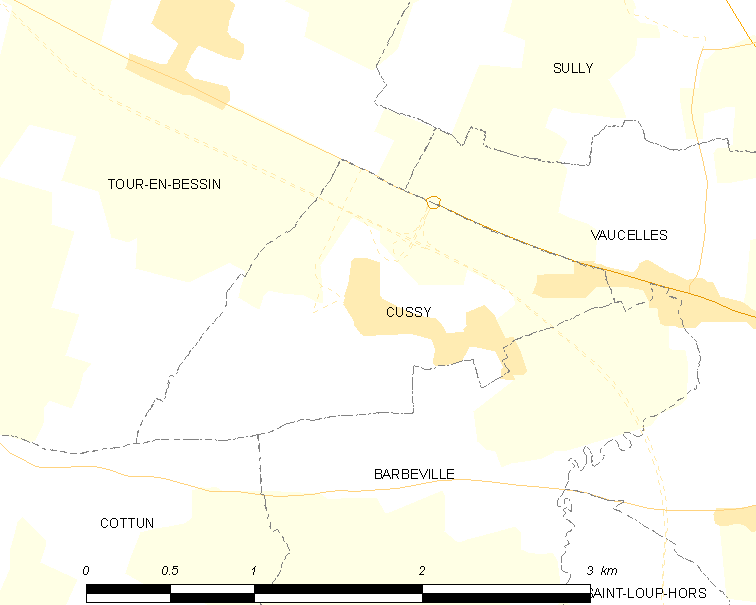
的OSM定位图

屈西的时区为UTC+01:00、UTC+02:00（夏令时）。

## 行政
屈西的邮政编码为14400，INSEE市镇编码为14214。

## 政治
屈西所属的省级选区为巴约县。

## 人口

1962-2008年间人口变化图示

屈西于2022年1月1日时的人口数量为170人。